# Come Hell or High Water
Come Hell or High Water – koncert hardrockowego zespołu Deep Purple zarejestrowany 16 października 1993 w Hans-Martin-Schleyer-Halle w Stuttgarcie w Niemczech oraz 9 listopada tego samego roku w Birmingham w Wielkiej Brytanii i wydany na CD oraz DVD.
Album jest jednym z ostatnich, w nagraniu którego udział wziął Ritchie Blackmore, tuż przed jego odejściem, po koncercie zagranym 17 listopada 1993 w Helsinkach w Finlandii. Gitarzystę na czas tournée zastąpił Joe Satriani, później w skład zespołu wszedł Steve Morse.
Spór Blackmore’a z kamerzystą pracującym po jego stronie sceny na początku koncertu w Birmingham sprowokował powrót gitarzysty do jego garderoby, trwało to do czasu zmiany kamerzysty. To zdarzenie spowodowało dłuższe niż zwykle intro gitarowe do „Highway Star” i kilka skróconych, nieczystych riffów gitarowych podczas koncertu. Reszta członków zespołu niezadowolonych z jego zachowania postanowiła się z nim wkrótce rozstać, czemu dali wyraz podczas wywiadów dołączonych do DVD.
Koncert na płycie CD zawiera edytowane (połączone) wersje utworów z koncertu w Stuttgarcie, z wyjątkiem „Anyone’s Daughter” z koncertu w Birmingham.
Pełne wersje koncertów w Stuttgarcie i Birmingham zostały wydane przez Sony/BMG w 2006 roku jako czteropłytowy box set CD, każdy koncert ma swoją własną kopertę i papierowe wkładki. W roku 2007 każdy koncert wydany został oddzielnie ale koncert z Birmingham wkrótce został usunięty z powodu protestu Iana Gillana po ponownej jego reedycji.

## Lista utworów

### Wydanie CD
- Wszystkie, z wyjątkiem opisanych skomponowali Ian Gillan, Ritchie Blackmore, Roger Glover, Jon Lord i Ian Paice.
- Utwory oznaczone (*) znajdują się tylko na japońskim wydaniu CD (wersje edytowane).
- Wydanie amerykańskie jest identyczne z japońskim, również zawiera utwory bonusowe ale na okładkach nie ma ich na liście.
- Wydanie kanadyjskie nie zawiera połączonych utworów „Lazy”/„Space Truckin'”/„Woman from Tokyo”.

| 1.   | „Highway Star”                                    | 6:40    |
|      |                                                   |         |
| 2.   | „Black Night”                                     | 5:40    |
|      |                                                   |         |
| 3.   | „A Twist in the Tale” (Gillan, Blackmore, Glover) | 4:27    |
|      |                                                   |         |
| 4.   | „Perfect Strangers” (Gillan, Blackmore, Glover)   | 6:52    |
|      |                                                   |         |
| 5.   | „Anyone’s Daughter”                               | 3:57    |
|      |                                                   |         |
| 6.   | „Child in Time”                                   | 10:48   |
|      |                                                   |         |
| 7.   | „Anya” (Gillan, Blackmore, Glover, Lord)          | 12:13   |
|      |                                                   |         |
| 8 a. | „Lazy” *                                          | 4:18    |
|      |                                                   |         |
| 8 b. | „Space Truckin'” *                                | 2:39    |
|      |                                                   |         |
| 8 c. | „Woman from Tokyo” *                              | 1:53    |
|      |                                                   |         |
| 9.   | „Speed King”                                      | 7:29    |
|      |                                                   |         |
| 10.  | „Smoke on the Water”                              | 10:26   |
|      |                                                   |         |
|      |                                                   | 1:17:22 |
|      |                                                   |         |

### Wydanie DVD
- DVD nagrywane przez NEC w Birmingham 9 listopada 1993.
- Poza koncertem dołączone są wywiady ze wszystkimi członkami zespołu z wyjątkiem Ritchiego Blackmore’a.

| 1.  | „Highway Star”               |  |
|     |                              |  |
| 2.  | „Black Night”                |  |
|     |                              |  |
| 3.  | „Talk About Love”            |  |
|     |                              |  |
| 4.  | A Twist in the Tale          |  |
|     |                              |  |
| 5.  | „Perfect Strangers”          |  |
|     |                              |  |
| 6.  | „Beethoven’s Ninth”          |  |
|     |                              |  |
| 7.  | „Knocking at Your Back Door” |  |
|     |                              |  |
| 8.  | „Anyone’s Daughter”          |  |
|     |                              |  |
| 9.  | „Child in Time”              |  |
|     |                              |  |
| 10. | „Anya”                       |  |
|     |                              |  |
| 11. | „The Battle Rages On”        |  |
|     |                              |  |
| 12. | „Lazy”                       |  |
|     |                              |  |
| 13. | „Space Truckin'”             |  |
|     |                              |  |
| 14. | „Woman from Tokyo”           |  |
|     |                              |  |
| 15. | „Paint it Black”             |  |
|     |                              |  |
| 16. | „Smoke on the Water”         |  |
|     |                              |  |

## Wykonawcy
- Ian Gillan – śpiew
- Ritchie Blackmore – gitara
- Roger Glover – gitara basowa
- Jon Lord – organy, instrumenty klawiszowe
- Ian Paice – perkusja